# Scandinavian World Cruises
 Der er for få eller ingen kildehenvisninger i denne artikel, hvilket er et problem. Du kan hjælpe ved at angive troværdige kilder til de påstande, som fremføres i artiklen.

Scandinavian World Cruises (SWC) er et datterselskab til danske DFDS, hvis moderselskab er J. Lauritzen. SWC blev siden til selskabet Seaescape, som drev skibet Scandinavian Star, som brændte 7. april 1990.
| Firma | Spire Denne artikel om et firma eller en virksomhed er en spire som bør udbygges. Du er velkommen til at hjælpe Wikipedia ved at udvide den. |